# Pulitzer-díjas ismeretterjesztő könyvek listája
Ebben a listában a Pulitzer-díj „ismeretterjesztő könyvek” kategóriájának jelöltjei és nyertesei találhatóak.
| Év   | Könyv | Szerző                                   |
| ---- | --- | ---------------------------------------- |
| 2022 | Invisible Child: Poverty, Survival & Hope in an American City | Andrea Elliott                           |
| 2022 | Home, Land, Security: Deradicalization and the Journey Back from Extremism | Carla Power                              |
| 2022 | The Family Roe: An American Story | Joshua Prager                            |
| 2021 | Wilmington’s Lie: The Murderous Coup of 1898 and the Rise of White Supremacy                                                                                                  | David Zucchino                           |
| 2021 | Minor Feelings: An Asian American Reckoning | Cathy Park Hong                          |
| 2021 | Yellow Bird: Oil, Murder, and a Woman's Search for Justice in Indian Country                                                                                                  | Sierra Crane Murdoch                     |
| 2020 | The End of the Myth: From the Frontier to the Border Wall in the Mind of America                                                                                              | Greg Grandin                             |
| 2020 | The Undying: Pain, Vulnerability, Mortality, Medicine, Art, Time, Dreams, Data, Exhaustion, Cancer, and Care                                                                  | Anne Boyer                               |
| 2020 | Elderhood: Redefining Aging, Transforming Medicine, Reimaging Life | Louise Aronson                           |
| 2020 | Solitary | Albert Woodfox és Leslie George          |
| 2019 | Amity and Prosperity: One Family and the Fracturing of America | Eliza Griswold                           |
| 2019 | In a Day’s Work: The Fight to End Sexual Violence Against America’s Most Vulnerable Workers                                                                                   | Bernice Yeung                            |
| 2019 | Rising: Dispatches from the New American Shore | Elizabeth Rush                           |
| 2018 | Locking Up Our Own: Crime and Punishment in Black America | James Forman Jr.                         |
| 2018 | The Evolution of Beauty: How Darwin's Forgotten Theory of Mate Choice Shapes the Animal World—and Us                                                                          | Richard O. Prum                          |
| 2018 | Notes on a Foreign Country: An American Abroad in a Post-American World | Suzy Hansen                              |
| 2017 | Evicted: Poverty and Profit in the American City | Matthew Desmond                          |
| 2017 | In a Different Key: The Story of Autism | John Donvan és Caren Zucker              |
| 2017 | The Politics of Mourning: Death and Honor in Arlington National Cemetery | Micki McElya                             |
| 2016 | Fekete lobogók: az Iszlám Állam felemelkedése (Black Flags: The Rise of ISIS)                                                                                                 | Joby Warrick                             |
| 2016 | Between the World and Me | Ta-Neshi Coates                          |
| 2016 | If the Oceans Were Ink: An Unlikely Friendship and a Journey to the Heart of Quran                                                                                            | Carla Power                              |
| 2015 | A hatodik kihalás (The Sixth Extinction: An Unnatural History) | Elizabeth Kolbert                        |
| 2015 | No Good Men Among the Living | Anand Gopal                              |
| 2015 | Age of Ambition: Chasing Fortune, Truth, and Faith in the New China | Evan Osnos                               |
| 2014 | Toms River: A Story of Science and Salvation | Dan Fagin                                |
| 2014 | The Blood Telegram: Nixon, Kissinger and a Forgotten Genocide | Gary J. Bass                             |
| 2014 | The Insurgents: David Petraeus and the Plot to Change the American Way of War                                                                                                 | Fred Kaplan                              |
| 2013 | Devil in the Grove: Thurgood Marshall, the Groveland Boys | Gilbert King                             |
| 2013 | Az örök szépségen túl (Behind the Beautiful Forevers: Life, Death and Hope in a Mumbai Undercity)                                                                             | Katherine Boo                            |
| 2013 | The Forest Unseen: A Year's Watch in Nature | David George Haskell                     |
| 2012 | Egy reneszánsz könyvvadász: hogyan vált modernné a világunk? (The Swerve: How the World Became Modern)                                                                        | Stephen Greenblatt                       |
| 2012 | One Hundred Names For Love: A Stroke, a Marriage, and the Language of Healing                                                                                                 | Diane Ackerman                           |
| 2012 | Unnatural Selection: Choosing Boys over Girls, and the Consequences of a World Full of Men                                                                                    | Mara Hvistendahl                         |
| 2011 | Betegségek betegsége: mindent a rákról (The Emperor of All Maladies: A Biography of Cancer)                                                                                   | Siddhartha Mukherjee                     |
| 2011 | Hogyan változtatja meg agyunkat az internet? : a sekélyesek kora (The Shallows: What the Internet is Doing to Our Brains)                                                     | Nicholas Carr                            |
| 2011 | Empire of the Summer Moon: Quanah Parker and the Rise and Fall of the Comanches, the Most Powerful Indian Tribe in American History                                           | S. C. Gwynne                             |
| 2010 | The Dead Hand: The Untold Story of the Cold War Arms Race and Its Dangerous Legacy                                                                                            | David E. Hoffman                         |
| 2010 | How Markets Fail: The Logic of Economic Calamities | John Cassidy                             |
| 2010 | Isten evolúciója: Vallások és kultúrák (The Evolution of God) | Robert Wright                            |
| 2009 | Slavery by Another Name: The Re-Enslavement of Black Americans from the Civil War to World War II                                                                             | Douglas A. Blackmon                      |
| 2009 | Gandhi and Churchill: The Epic Rivalry That Destroyed an Empire and Forged Our Age                                                                                            | Arthur Herman                            |
| 2009 | The Bitter Road to Freedom: A New History of the Liberation of Europe | William I. Hitchcock                     |
| 2008 | The Years of Extermination: Nazi Germany and the Jews, 1939-1945 | Saul Friedländer                         |
| 2008 | The Cigarette Century | Allan Brandt                             |
| 2008 | The Rest Is Noise: Listening to the Twentieth Century | Alex Ross                                |
| 2007 | Magasba nyúló tornyok: Az al-Kaida útja (The Looming Tower: Al-Qaeda and the Road to 9/11)                                                                                    | Lawrence Wright                          |
| 2007 | Crazy: A Father’s Search Through America’s Mental Health Madness | Pete Earley                              |
| 2007 | Fiasco: The American Military Adventure in Iraq | Thomas E. Ricks                          |
| 2006 | Imperial Reckoning: The Untold Story of Britain’s Gulag in Kenya | Caroline Elkins                          |
| 2006 | A háború után: Európa története 1945 óta (Postwar: A History of Europe Since 1945)                                                                                            | Tony Judt                                |
| 2006 | The Assassins’ Gate: America in Iraq | George Packer                            |
| 2005 | Ghost Wars | Steve Coll                               |
| 2005 | Maximum City: Bombay Lost and Found | Suketu Mehta                             |
| 2005 | The Devil’s Highway: A True Story | Luis Alberto Urrea                       |
| 2004 | A Gulag története (Gulag: A History) | Anne Applebaum                           |
| 2004 | Rembrandt’s Jews | Steven Nadler                            |
| 2004 | The Mission: Waging War and Keeping Peace with America’s Military | Dana Priest                              |
| 2003 | ”A Problem From Hell”: America and the Age of Genocide | Samantha Power                           |
| 2003 | The Blank Slate: the Modern Denial of Human Nature | Steven Pinker                            |
| 2003 | The Anthropology of Turquoise: Meditations on Landscape, Art, and Spirit | Ellen Meloy                              |
| 2002 | Carry Me Home: Birmingham, Alabama, the Climactic Battle of the Civil Rights Revolution                                                                                       | Diane McWhorter                          |
| 2002 | War in a Time of Peace: Bush, Clinton, and the Generals | David Halberstam                         |
| 2002 | The Noonday Demon: An Atlas of Depression | Andrew Solomon                           |
| 2001 | Hirohito and the Making of Modern Japan | Herbert P. Bix                           |
| 2001 | Newjack: Guarding Sing Sing | Ted Conover                              |
| 2001 | A Heartbreaking Work of Staggering Genius | Dave Eggers                              |
| 2000 | Embracing Defeat: Japan in the Wake of World War II | John W. Dower                            |
| 2000 | Az elegáns univerzum: Szuperhúrok, rejtett dimenziók és a végső elmélet kihívása (The Elegant Universe: Superstrings, Hidden Dimensions and the Quest forthe Ultimate Theory) | Brian Greene                             |
| 2000 | Living on the Wind: Across the Hemisphere with Migratory Birds | Scott Weidensaul                         |
| 1999 | Annals of the Former World | John McPhee                              |
| 1999 | Crime and Punishment in America | Elliott Currie                           |
| 1999 | The Nurture Assumption: Why Children Turn Out the Way They Do | Judith Rich Harris                       |
| 1998 | Háborúk, járványok, technikák: A társadalmak fátumai (Guns, Germs and Steel: The Fates of Human Societies)                                                                    | Jared Diamond                            |
| 1998 | Ég és jég: Személyes beszámoló a Mount Everest-i hegymászó-tragédiáról (Into Thin Air: A Personal Account of the Mount Everest Disaster)                                      | Jon Krakauer                             |
| 1998 | Hogyan működik az elme (How the Mind Works) | Steven Pinker                            |
| 1997 | Ashes To Ashes: America’s Hundred-Year Cigarette War, The Public Health, And The Unabashed Triumph Of Philip Morris                                                           | Richard Kluger                           |
| 1997 | The Inheritance: How Three Families and America Moved from Roosevelt to Reagan and Beyond                                                                                     | Samuel G. Freedman                       |
| 1997 | Fame and Folly | Cynthia Ozick                            |
| 1996 | The Haunted Land: Facing Europe’s Ghosts After Communism | Tina Rosenberg                           |
| 1996 | Darwin veszélyes ideája (Darwin’s Dangerous Idea: Evolution and The Meanings of Life)                                                                                         | Daniel Dennett                           |
| 1996 | Mr. Wilson’s Cabinet of Wonder | Lawrence Weschler                        |
| 1995 | The Beak Of The Finch: A Story Of Evolution In Our Time | Jonathan Weiner                          |
| 1995 | Éjfél a jó és a rossz kertjében: Savannah-i történet (Midnight in the Garden of Good and Evil: A Savannah Story)                                                              | John Berendt                             |
| 1995 | Hogyan halunk meg? (How We Die: Reflections on Life’s Final Chapter) | Sherwin B. Nuland                        |
| 1994 | Lenin sírja: A szovjet birodalom végnapjai (Lenin’s Tomb: The Last Days Of The Soviet Empire)                                                                                 | David Remnick                            |
| 1994 | A XX. század és az újkor vége (The End of the Twentieth Century: And the End of the Modern Age)                                                                               | John Lukacs                              |
| 1994 | The Cultivation of Hatred: The Bourgeois Experience, Victoria to Freud | Peter Gay                                |
| 1993 | Lincoln at Gettysburg: The Words That Remade America | Garry Wills                              |
| 1993 | A Chorus of Stones: The Private Life of War | Susan Griffin                            |
| 1993 | Where the Buffalo Roam | Anne Matthews                            |
| 1993 | Days of Obligation: An Argument with My Mexican Father | Richard Rodriguez                        |
| 1992 | The Prize: The Epic Quest For Oil, Money and Power | Daniel Yergin                            |
| 1992 | Broken Vessels | Andre Dubus                              |
| 1992 | Chain Reaction: The Impact of Race, Rights, and Taxes on American Politics | Thomas Byrne Edsall és Mary D. Edsall    |
| 1991 | The Ants | Bert Holldobler és Edward Osborne Wilson |
| 1991 | River of Traps: A Village Life | William duBuys és Alex Harris            |
| 1991 | Looking for a Ship | John McPhee                              |
| 1990 | And Their Children After Them | Dale Maharidge és Michael Williamson     |
| 1990 | A Peace to End All Peace: Creating the Modern Middle East, 1914-1922 | David Fromkin                            |
| 1990 | Wonderful Life: The Burgess Shale and the Nature of History | Stephen Jay Gould                        |
| 1989 | A Bright Shining Lie: John Paul Vann and America in Vietnam | Neil Sheehan                             |
| 1989 | Danger and Survival | McGeorge Bundy                           |
| 1989 | Coming of Age in the Milky Way | Timothy Ferris                           |
| 1989 | The Last Farmer | Howard Kohn                              |
| 1988 | Az atombomba története (The Making of the Atomic Bomb) | Richard Rhodes                           |
| 1988 | Setting Limits: Medical Goals in an Aging Society | Daniel Callahan                          |
| 1988 | Káosz: Egy új tudomány születése (Chaos: Making a New Science) | James Gleick                             |
| 1987 | Arab and Jew: Wounded Spirits in a Promised Land | David K. Shipler                         |
| 1987 | Rain or Shine: A Family Memoir | Cyra McFadden                            |
| 1987 | Rising from the Plains | John McPhee                              |
| 1986 | Common Ground: A Turbulent Decade in the Lives of Three American Families | J. Anthony Lukas                         |
| 1986 | Move Your Shadow: South Africa, Black and White | Joseph Lelyveld                          |
| 1986 | Habits and the Heart: Individualism and Commitment in American Life | Robert N. Bellah                         |
| 1985 | The Good War: An Oral History of World War Two | Studs Terkel                             |
| 1985 | Dawn to the West | Donald Keene                             |
| 1985 | Endless Enemies | Jonathan Kwitny                          |
| 1984 | The Social Transformation Of American Medicine | Paul Starr                               |
| 1984 | Conversations With the Enemy | Winston Groom és Duncan Spencer          |
| 1984 | Wild Justice | Susan Jacoby                             |
| 1983 | Is There No Place On Earth For Me? | Susan Sheehan                            |
| 1983 | Terrorists and Novelists | Diane Johnson                            |
| 1983 | The Fate of the Earth | Jonathan Schell                          |
| 1982 | The Soul of A New Machine | Tracy Kidder                             |
| 1982 | Basin and Range | John McPhee                              |
| 1982 | Mrs. Harris: The Death of the Scarsdale Diet Doctor | Diana Trilling                           |
| 1981 | Bécsi századvég: Politika és kultúra (Fin-De Siecle Vienna: Politics And Culture)                                                                                             | Carl E. Schorske                         |
| 1981 | Southerners: A Journalist’s Odyssey | Marshall Frady                           |
| 1981 | China Men | Maxine Hong Kingston                     |
| 1981 | Goodbye, Darkness: A Memoir of the Pacific War | William Manchester                       |
| 1980 | Gödel, Escher, Bach: Egybefont Gondolatok Birodalma (Godel, Escher, Bach: an Eternal Golden Braid)                                                                            | Douglas R. Hofstadter                    |
| 1980 | The Madwoman in the Attic | Sandra M. Gilbert és Susan Gubar         |
| 1980 | The Medusa and the Snail | Lewis Thomas                             |
| 1979 | On Human Nature | Edward Osborne Wilson                    |
| 1978 | Az éden sárkányai: Tűnődések az emberi intelligencia evolúciójáról (The Dragons of Eden)                                                                                      | Carl Sagan                               |
| 1977 | Beautiful Swimmers | William W. Warner                        |
| 1976 | Why Survive?: Being Old In America | Robert N. Butler                         |
| 1975 | Pilgrim at Tinker Creek | Annie Dillard                            |
| 1974 | The Denial of Death | Ernest Becker                            |
| 1973 | Fire in the Lake: The Vietnamese and the Americans in Vietnam | Frances FitzGerald                       |
| 1973 | Children of Crisis | Robert Coles                             |
| 1972 | Stilwell and the American Experience in China, 1911-1945 | Barbara W. Tuchman                       |
| 1971 | The Rising Sun | John Toland                              |
| 1970 | Gandhi’s Truth | Erik H. Erikson                          |
| 1969 | Az éjszaka hadai: A történelem mint regény, a regény mint történelem (The Armies Of The Night)                                                                                | Norman Mailer                            |
| 1969 | So Human An Animal | René Jules Dubos                         |
| 1968 | Rousseau And Revolution, The Tenth And Concluding Volume Of The Story Of Civilization                                                                                         | Will és Ariel Durant                     |
| 1967 | The Problem of Slavery in Western Culture | David Brion Davis                        |
| 1966 | Wandering Through Winter | Edwin Way Teale                          |
| 1965 | O Strange New World | Howard Mumford Jones                     |
| 1964 | Anti-Intellectualism in American Life | Richard Hofstadter                       |
| 1963 | The Guns of August | Barbara W. Tuchman                       |
| 1962 | The Making of the President 1960 | Theodore H. White                        |